# Aiko Asano
Aiko Asano (n. 2 martie 1970) este o actriță și cântăreață japoneză.

## Istorie
În 1987 a jucat în filmul Drifting Classroom, care a fost bazat pe o serie manga scrisă de Kazuo Umezu. Albumul ei "Silver Doll" și photobook-ului "The Younger Sister of Summer" au fost lansate simultan cu Drifting Classroom. Aceste mass-media a condus la faima considerabilă în Japonia la sfârșitul anilor 1980.

## Legături externe
- Aiko Asano la Internet Movie Database

## Vezi și
- Drifting Classroom
- Kazuo Umezu
- Silver Doll
- The Younger of Summer
- Idol japonez